# ソリハシセイタカシギ
ソリハシセイタカシギ（反嘴丈高鴫、学名：Recurvirostra avosetta (Linnaeus, 1758)） は、チドリ目セイタカシギ科に分類される鳥類の一種である。
名前の由来は、セイタカシギに似るが、クチバシが上方に反ることから。

## 分布
ヨーロッパ、中央アジア、アフリカ中南部で局地的に繁殖し、冬季はヨーロッパ南部、アフリカ、インド西部、中国南部などに渡り越冬する。
日本では、数少ない旅鳥または冬鳥として北海道、本州、九州、南西諸島、小笠原諸島で記録がある。1-2羽で飛来することが多い。

## 形態
体長約43cm。成鳥は、頭上から後頭部、肩羽、雨覆の一部と初列風切は黒色、それ以外は白色である。嘴は黒色で、細くて先が反りあがっている。脚は青灰色で長い。幼鳥は、成鳥に比べて黒色の部分が褐色がかっており、脚の色も褐色味が強い。
雌雄同色である。

## 生態
干潟や砂浜、汽水湖、河口に生息する。越冬地では群れで生活する。繁殖地ではコロニーを形成する。
食性は動物食。嘴を水や泥につけ左右に振りながら歩き、甲殻類、昆虫類などを捕食する。
繁殖形態は卵生。砂地など地上のくぼみに植物を敷いて営巣し、黄褐色の地に黒い斑のある卵を3-4個産む。抱卵日数は23-25日で雌雄協同で抱卵する。雛は約35日で巣立つ。  
鳴き声は「ホィッ」または「クリュッ」。

## 画像

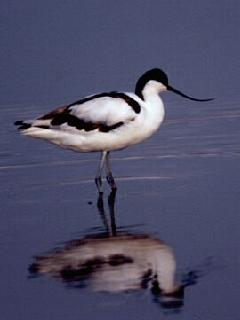
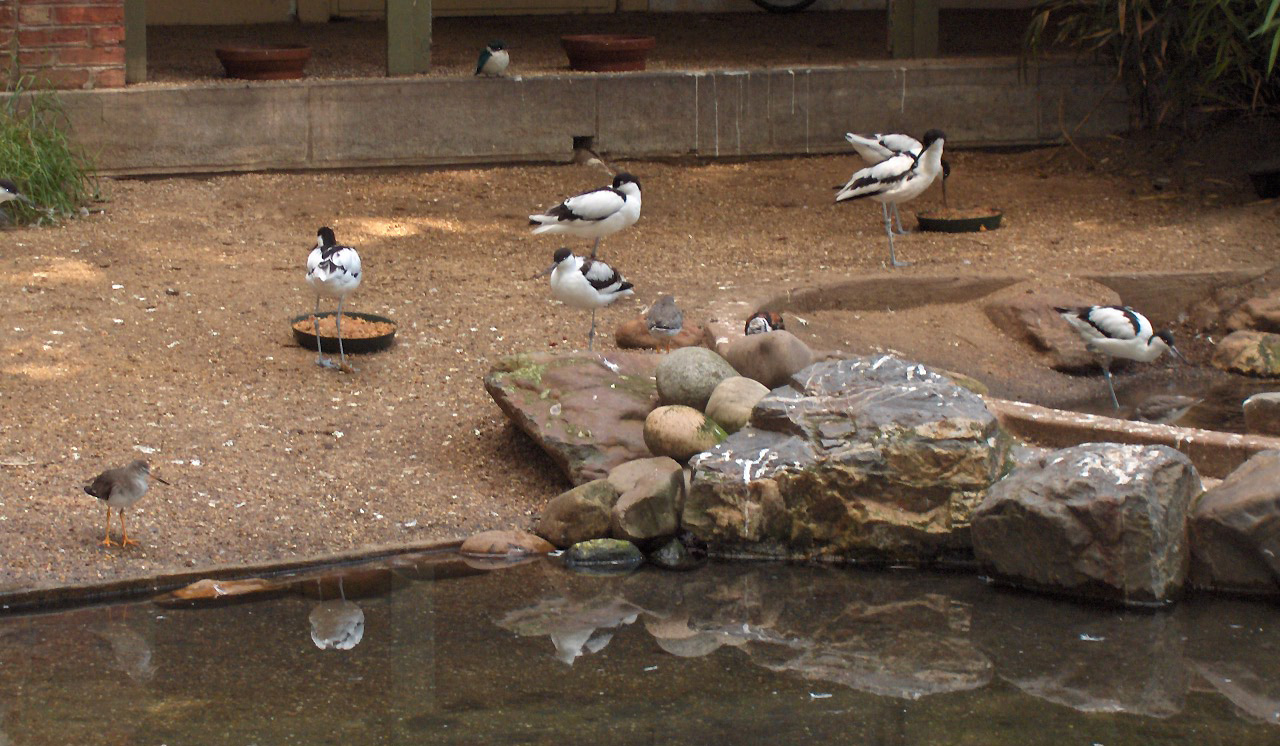
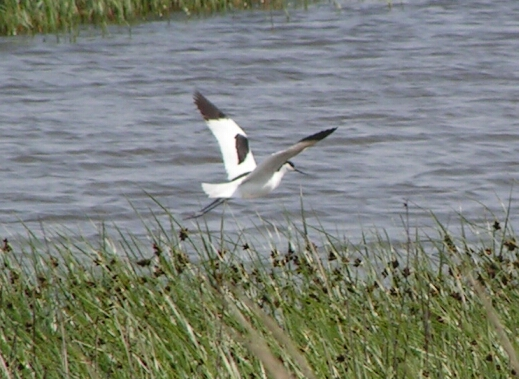
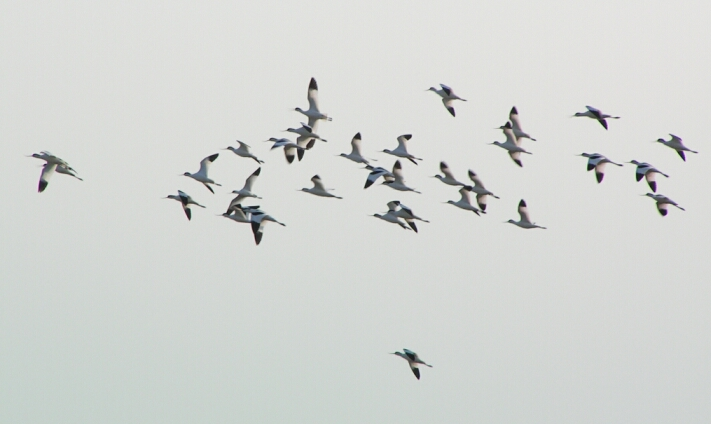
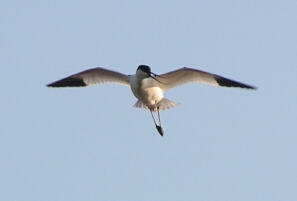
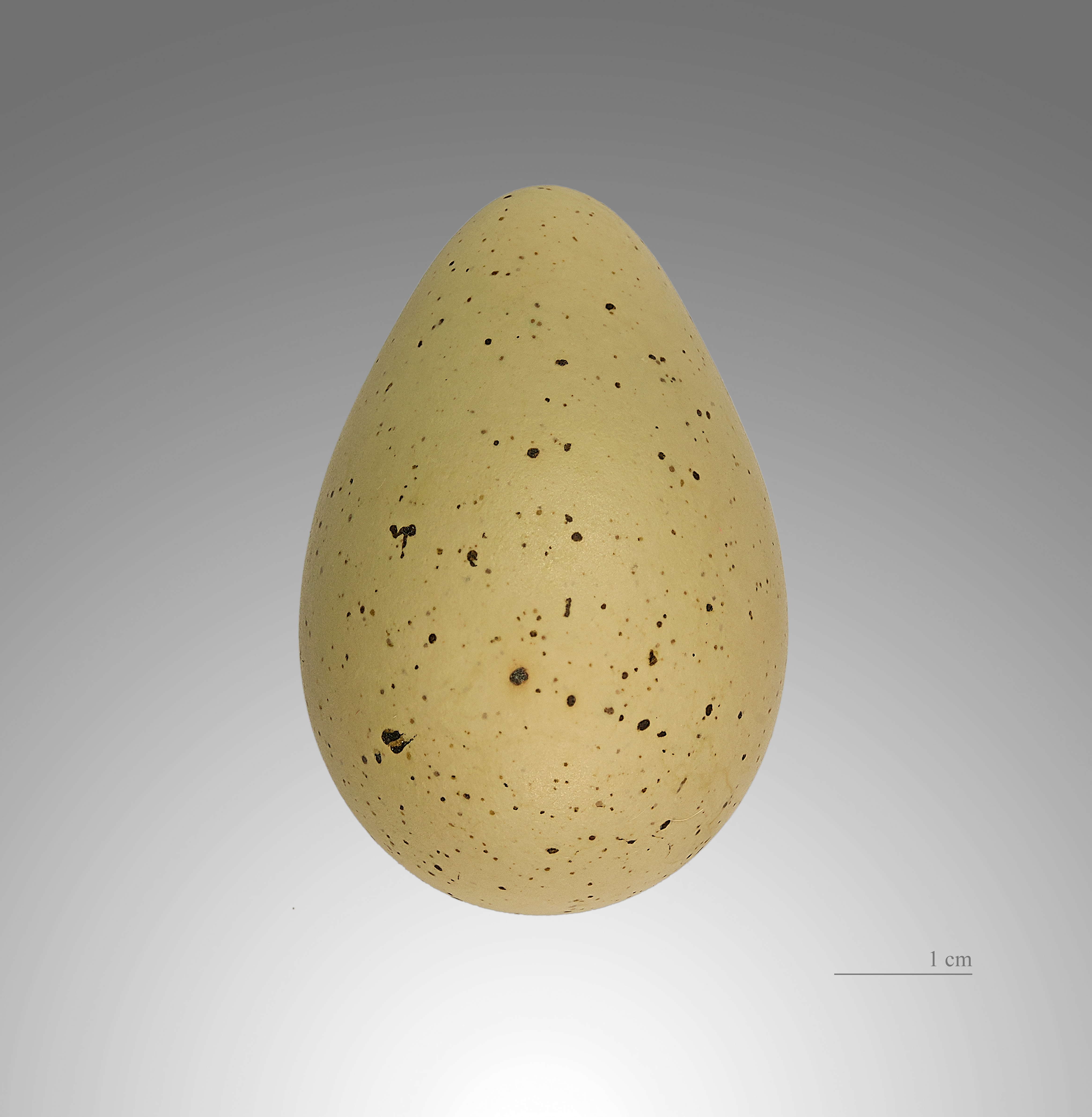
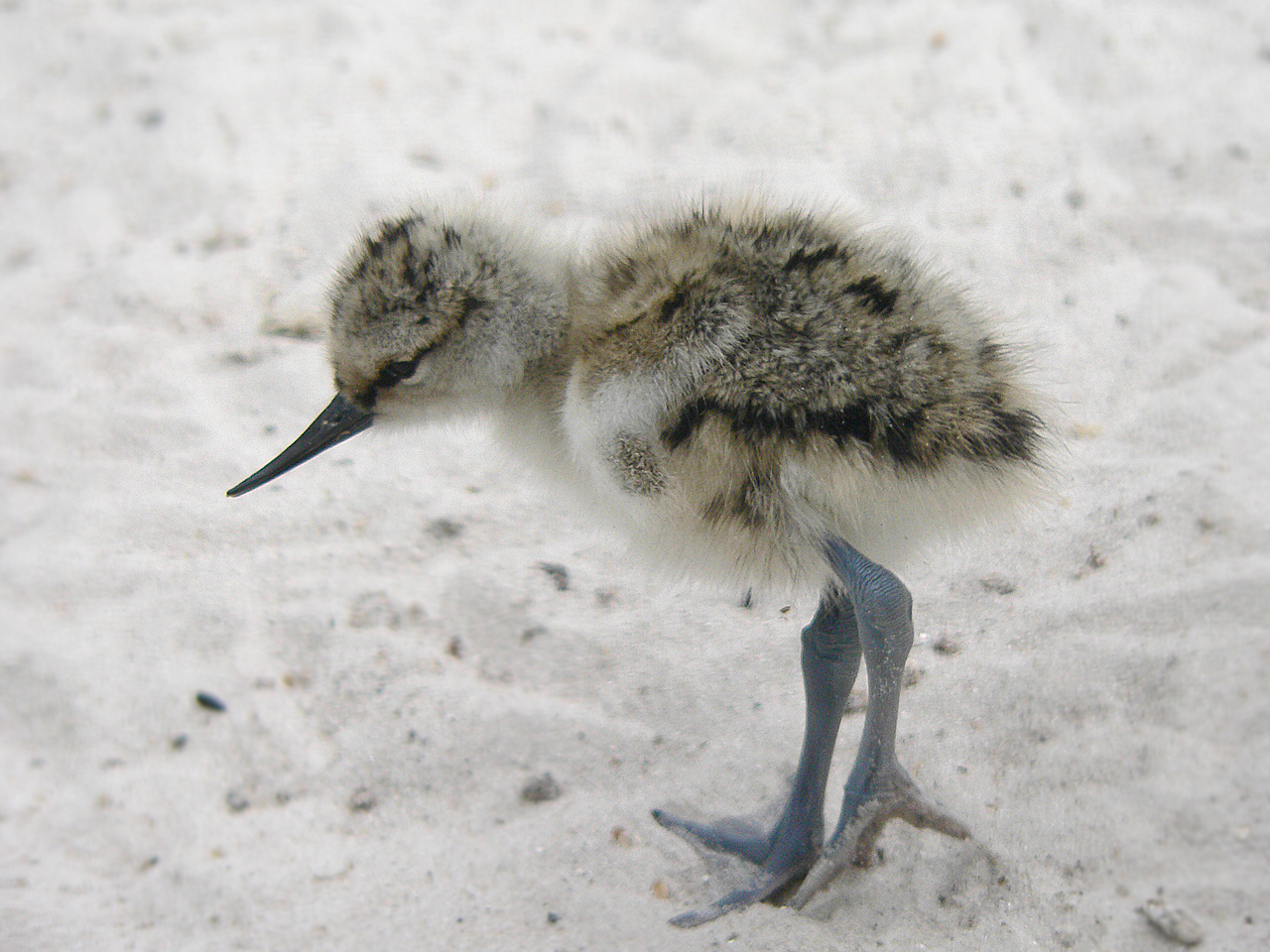
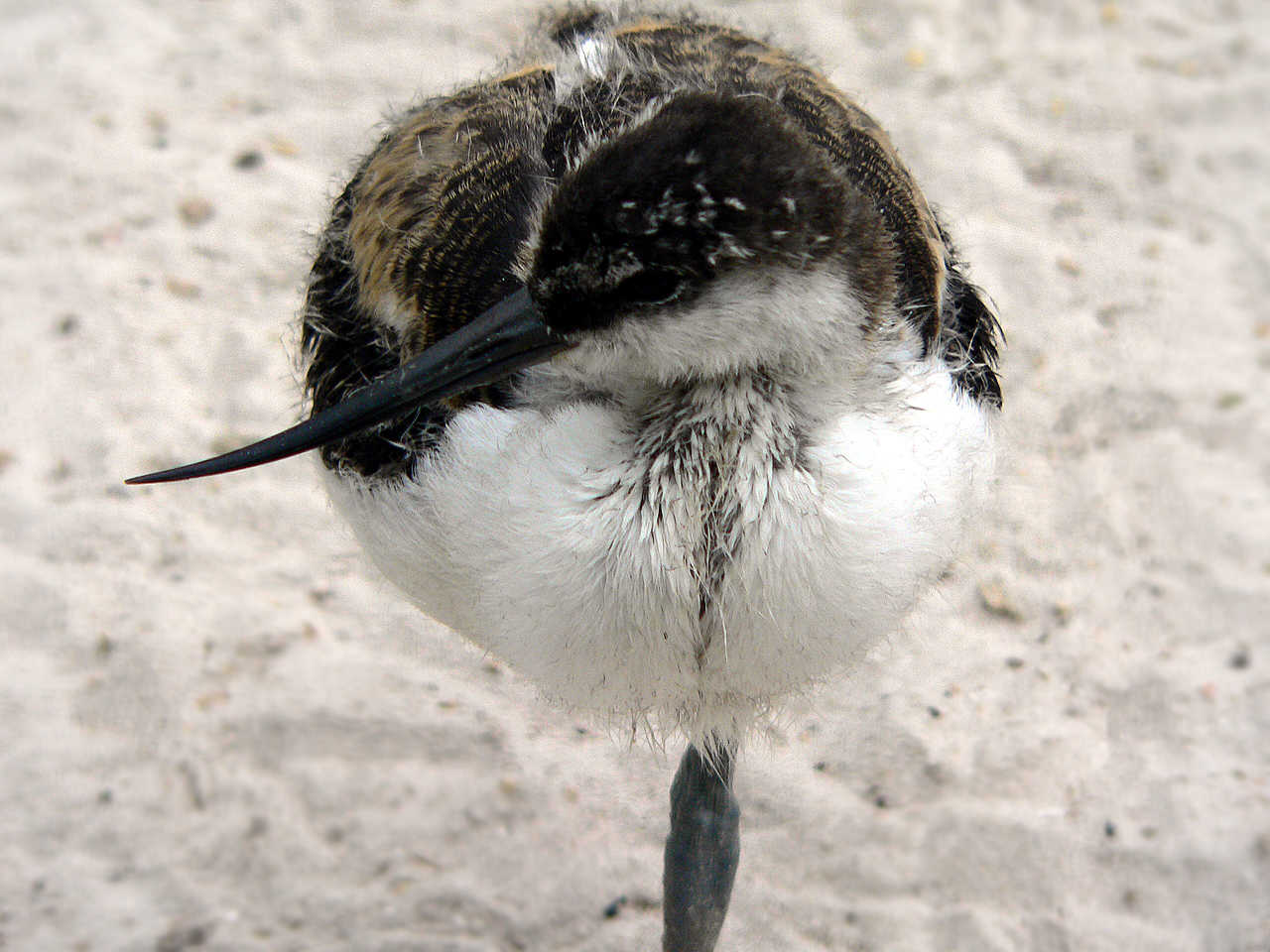
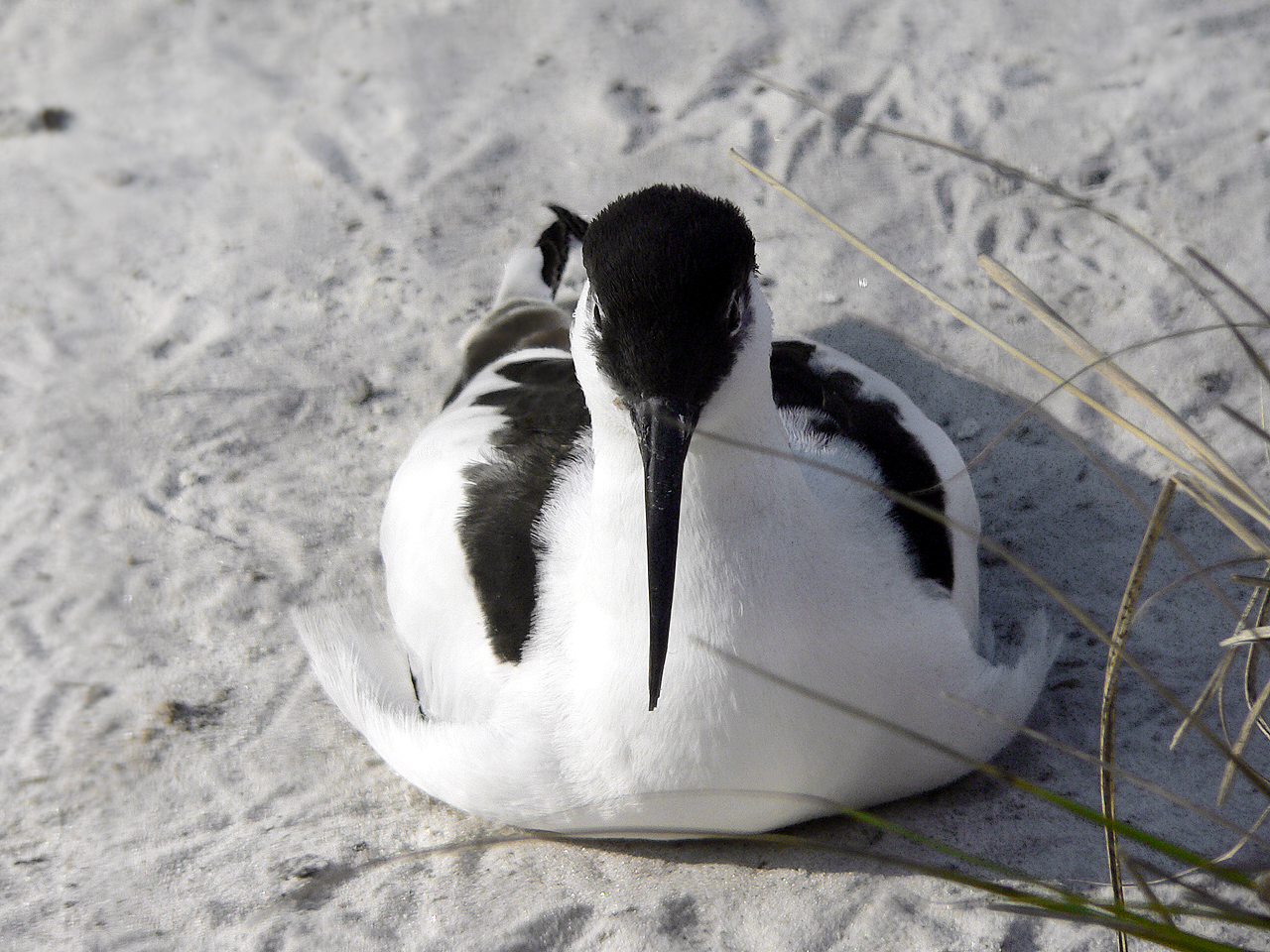
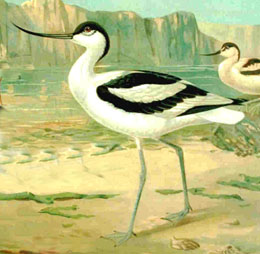